# نورث كالاهان
نورث كالاهان (بالإنجليزية: North Callahan)‏ هو صحفي ومؤرخ أمريكي، ولد في 7 أغسطس 1908، وتوفي في 28 ديسمبر 2004.